# Richard Dammann
Richard Dammann (geb. 5. Februar 1890 in Hannover; gest. 22. September 1939 in São Paulo) war ein deutscher Bankier und Kunstsammler, der zur Zeit des Nationalsozialismus nach Brasilien emigrierte. Er sammelte insbesondere Werke von Wilhelm Busch.

## Leben
Richard Dammann wurde in der Gründerzeit des Deutschen Kaiserreichs als einer der Söhne des jüdischen Bankiers Max Dammann geboren. Nach dem Besuch der hannoverschen Leibnizschule absolvierte er eine kaufmännische Ausbildung, während der er auch in Berlin und London tätig wurde.
Nach seiner Rückkehr in seine Geburtsstadt trat Dammann 1913 in die von seinem Vater Max und dessen Bruder Gustav bereits 1879 in Hannover gegründete Gebr. Dammann Bank ein. Nach dem Ersten Weltkrieg übernahm er 1919 die Leitung des Bankhauses und führte das Engagement der Bank in der Kali-Industrie sowie den Handel mit entsprechenden Kuxen fort. Dabei unterstrich das von Dammann geführte Haus seine überregionale Bedeutung auch durch Eigenpublikationen wie etwa [...] das Kali-Kuxen-Handbuch sowie auch durch die vielbeachteten Kali-Jahresberichte.
Richard Dammann nahm Aufgaben wie den Vorsitz im Verband hannoverscher Privatbankiers wahr und saß zudem im Vorstand der hannoverschen Börse, als er zum Mitglied der Industrie- und Handelskammer Hannover (IHK) gewählt wurde.
Privat war Richard Dammann ein Kunstsammler, der sich vor allem dem Werk von Wilhelm Busch widmete. Für seine Privatsammlung erwarb er vor allem Ölgemälde, Zeichnungen nach der Natur, Bildergeschichten und Karikaturen des Künstlers.
Nach der Machtergreifung durch die Nationalsozialisten verlor Dammann 1933 alle öffentlichen Ehrenämter. Dennoch übernahm er im Februar desselben Jahres das Amt des Zweiten Vorstehers der jüdischen Gemeinde Hannover und zeichnete verantwortlich für das jüdische Wohlfahrtswesen.
Ebenfalls 1933 legte Richard Dammann – wie sein Kollege Ludwig Silberberg – bei der Vollversammlung der IHK Hannover ihre dortigen Ämter nieder. Dammanns Bruder Fritz erläuterte nach 1945, der ehemalige Syndikus der IHK Hannover habe sich intensiv für die „Arisierung“ von Dammanns Bankhaus eingesetzt. Tatsächlich aber liquidierten Richard Dammann und die Mitinhaber des Hauses Gebr. Dammann ihre Bank, die laut einer Mitteilung des Bankhauses an die Wirtschaftsgruppe Privates Bankgewerbe (WGPB) vom 12. Dezember 1935 zum 1. April 1936 von der hannoverschen Niederlassung der Deutschen Bank übernommen wurde.
Unterdessen hatte Richard Dammann schon im Herbst 1935 seine Emigration vorbereitet und verkaufte seine Kunstsammlung schließlich an die Wilhelm-Busch-Gesellschaft. So konnten er und seine Familie im Januar 1936 nach Brasilien auswandern, wo Dammann wenige Jahre später starb.